# Валентинове (Борисовський район)
Валентинове (біл. вёска Валенцінова) — село в складі Борисовського району Мінської області, Білорусь. Село підпорядковане Лошницькій сільській раді, розташоване в північно-східній частині області.